# All Out (2023)
Pour les articles homonymes, voir All Out.
All Out (2023) est un Pay-per-view de catch (lutte professionnelle) produit par la promotion américaine All Elite Wrestling. L'événement a eu lieu le 3 septembre 2023 au United Center à Chicago (Illinois). Il s'agit de la cinquième édition de All Out.

## Contexte
Les spectacles de la All Elite Wrestling (AEW) sont constitués de matchs aux résultats prédéterminés par les scénaristes de la AEW. Ces rencontres sont justifiées par des storylines – une rivalité entre catcheurs, la plupart du temps – ou par des qualifications survenues dans les shows de la AEW. Tous les catcheurs possèdent un gimmick, c'est-à-dire qu'ils incarnent un personnage gentil (Face) ou méchant (Heel), qui évolue au fil des rencontres. Un événement comme All Out est donc un événement tournant pour les différentes storylines en cours.

## Tableau des matchs
| Ordre par numéros | Résultat | Stipulation(s)                                          | Temps |
| --- | --- | ------------------------------------------------------- | ----- |
| 1P | "Hangman" Adam Page remporte la Battle Royale en éliminant Brian Cage en dernier                                                                                     | Over Budget Battle Royal                                | 13:15 |
| 2P | Hikaru Shida, Willow Nightingale et Skye Blue battent Athena, Mercedes Martinez et Diamante                                                                          | Trios match                                             | 8:30  |
| 3P | The Acclaimed (Anthony Bowens et Max Caster et Billy Gunn) (c) (avec Dennis Rodman) bat Jeff Jarrett, Satnam Singh et Jay Lethal (avec Sonjay Dutt et Karen Jarrett) | Trios match pour les AEW World Trios Championship       | 6:00  |
| 4 | Better Than You Bay Bay (Adam Cole et MJF) (c) bat The Dark Order (Alex Reynolds et John Silver) (avec Evil Uno)                                                     | Tag Team match pour les ROH World Tag Team Championship | 14:05 |
| 5 | Samoa Joe (c) bat Shane Taylor par soumission | Match simple pour le ROH World Television Championship  | 6:25  |
| 6 | Luchasaurus (c) (avec Christian Cage) bat Darby Allin (avec Nick Wayne)                                                                                              | Match simple pour le AEW TNT Championship               | 12:20 |
| 7 | Miro bat Powerhouse Hobbs par soumission | Match simple                                            | 15:40 |
| 8 | Kris Statlander (c) bat Ruby Soho (avec Saraya) | Match simple pour le AEW TBS Championship               | 12:25 |
| 9 | Bryan Danielson bat Ricky Starks par soumission | No Disqualification Strap match                         | 16:40 |
| 10 | Blackpool Combat Club (Claudio Castagnoli et Wheeler Yuta) battent Eddie Kingston et Katsuyori Shibata                                                               | Tag Team match                                          | 15:55 |
| 11 | Konosuke Takeshita (avec Don Callis) bat Kenny Omega | Match simple                                            | 22:30 |
| 12 | Bullet Club Gold (Jay White, Juice Robinson, Austin Gunn et Colten Gunn) battent FTR (Cash Wheeler et Dax Harwood) et The Young Bucks (Matt et Nick Jackson)         | 8-Man Tag Team match                                    | 21:35 |
| 13 | Jon Moxley bat Orange Cassidy (c) | Match simple pour le AEW International Championship     | 19:50 |
| La lettre C placée entre parenthèses désigne la personne ou l’équipe championne en titre. P – indique que le match a eu lieu lors du pré-show | |                                                         |       |